# Крапковишки окръг
Крапковишки окръг (на полски: Powiat krapkowicki) е окръг в Южна Полша, Ополско войводство. Заема площ от 441,80 км2. Административен център е град Крапковице.

## География
Окръгът се намира в историческата област Горна Силезия. Разположен е в централната част на войводството.

## Население
Населението на окръга възлиза на 65 729 души (2012 г.). Гъстотата е 149 души/км2.

## Административно деление
Административно окръгът е разделен на 5 общини.
Градско-селски общини:
- Община Гоголин
- Община Зджешовице
- Община Крапковице

Селски общини:
- Община Валце
- Община Стшелечки

## Фотогалерия
- Гоголин
- Крапковице
- Зджешовице